# Симанек, Роберт Эрнест
Роберт Эрнест Симанек (26 апреля 1930, Детройт, Мичиган — 1 августа 2022) — американский морской пехотинец, награждён высшей военной наградой США — медалью Почёта за свои действия в ходе Корейской войны.

## Биография
Родился 26 апреля 1930 года в Детройте, штат Мичиган. Там же в 1948 году окончил хай-скул и работал на компании Ford Motor Company и General Motors после чего вступил в ряды корпуса морской пехоты 13 августа 1951 года.
В октябре 1951 года прошёл рекрутскую подготовку на учебной базе Пэрис-айленд, штат Южная Каролина. В следующем месяце был отправлен в Кэмп-Пендлтон, штат Калифорния. После подготовки на этой базе в апреле 1952 года отплыл в Корею, где 6 мая присоединился к роте F второго батальона пятого полка первой дивизии морской пехоты. В ходе боёв получил две звезды за службу.
В сражении за Бункер-хилл 18 августа 1952 года патруль где находился Симанек продвигаясь к аванпосту, попал в засаду. Симанек накрыл собой вражескую гранату, чтобы спасти товарищей и получил серьёзные ранения ног.
Симанек проходил лечение на борту госпитального судна USS Haven и в Японии, после чего вернулся в США в сентябре 1952 года. Там он был госпитализирован на острове Маре, штат Калифорния и на военно-морской базе «Великие озёра», штат Иллинойс после чего 1 марта 1953 года его имя было внесено в список отставников по временной нетрудоспособности.
27 октября 1953 года на церемонии в Белом доме президент США Эйзенхауэр вручил Симанеку медаль Почёта. Симанек стал 36-м морским пехотинцем, удостоившемся этой награды в ходе Корейской войны.
В дополнение к медали Почёта Симанек был награждён медалями «Пурпурное сердце», «За службу в Корее» с двумя бронзовыми служебными звёздами, «За службу в Корее» (ООН), «За службу национальной обороне».
Скончался 1 августа 2022 года.

## Награды и почести
| A light blue ribbon with five white five pointed stars |                                                         |
|                                                        | Бронзовая звезда за службу · Бронзовая звезда за службу |

| Медаль Почёта                           | Медаль Почёта                           | Медаль Почёта                                         | Пурпурное сердце                                      | Пурпурное сердце               | Пурпурное сердце               |
| Медаль «За службу национальной обороне» | Медаль «За службу национальной обороне» | Медаль «За службу в Корее» с двумя Звёздами за службу | Медаль «За службу в Корее» с двумя Звёздами за службу | Медаль «За службу ООН в Корее» | Медаль «За службу ООН в Корее» |

- 15 января 2021 года министр ВМС Кеннет Брейтуэйт объявил, что корабль-морская экспедиционная база ESB-7 получит название USS Robert Simanek.

### Наградная запись к медали Почёта

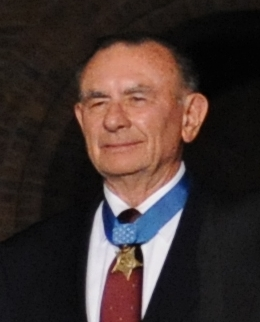
Симанек в 2010 году

За выдающуюся храбрость и отвагу проявленные с риском для жизни при выполнении долга службы и за его пределами в ходе службы в составе роты F второго батальона пятого полка первой (усиленной) дивизии морской пехоты в бою против вражеских сил агрессора в Корее 17 августа 1952. Сопровождая патруль на пути к занятию боевого поста впереди линии фронта рядовой первого класса Симанек показал большую храбрость и решительный дух самопожертвования при защите жизней своих товарищей морских пехотинцев. Когда его отряд попал под плотный, концентрированный обстрел из миномётов и лёгкого стрелкового оружия и понёс тяжёлые потери Симанеку и оставшимся в живых бойцам патруля пришлось искать прикрытие в близлежащей линии окопов. Когда вражеская граната приземлилась в центре их порядка Симанек, решив спасти своих товарищей, без колебаний бросился на смертоносный снаряд, поглотив своим телом сокрушительную силу взрывающегося заряда и защитив своих товарищей-морских пехотинцев от серьёзных ранений или смерти. Получив тяжёлые раны в результате своего героического поступка рядовой первого класса Симанек своей дерзкой инициативой и великой личной храбростью перед лицом почти неминуемой смерти, вдохновил всех, кто видел его, и поддержал высочайшие традиции военно-морской службы США.
Оригинальный текст (англ.)
For conspicuous gallantry and intrepidity at the risk of his life above and beyond the call of duty while serving with Company F, Second Battalion, Fifth Marines, First Marine Division (reinforced), in action against enemy aggressor forces in Korea on 17 August 1952. While accompanying a patrol en route to occupy a combat outpost forward of friendly lines, Private First Class Simanek exhibited a high degree of courage and resolute spirit of self- sacrifice in protecting the lives of his fellow Marines. With his unit ambushed by an intense concentration of enemy mortar and small-arms fire, and suffering heavy casualties he was forced to seek cover with the remaining members of the patrol in the near-by trench line. Determined to save his comrades when a hostile grenade was hurled into their midst, he unhesitatingly threw himself on the deadly missile, absorbing the shattering violence of the exploding charge in his own body and shielding his fellow Marines from serious injury or death. Gravely wounded as a result of his heroic action Private First Class Simanek, by his daring initiative and great personal valor in the face of almost certain death, served to inspire all who observed him and upheld the highest traditions of the United States Naval Service— 